# Scottish Third Division 2010/11
Die Scottish Football League Third Division wurde 2010/11 zum insgesamt 17. Mal unter diesem Namen ausgetragen. Es war zudem die siebzehnte Austragung der Third Division als nur noch vierthöchste schottische Liga. In der vierthöchsten Fußball-Spielklasse der Herren in Schottland traten in der Saison 2010/11 10 Vereine in insgesamt 36 Spieltagen gegeneinander an. Jedes Team spielte jeweils viermal gegen jedes andere. Bei Punktgleichheit zählte die Tordifferenz, vor dem direkten Vergleich.
Die Meisterschaft gewann der FC Arbroath, der sich damit den Aufstieg und die Teilnahme an der Second Division-Saison 2011/12 sicherte. An den Aufstieg-Play-offs nahmen die Albion Rovers, der FC Queen’s Park und Annan Athletic teil. In der Relegation setzten sich die Rovers durch und stiegen neben Arbroath auf. Torschützenkönig mit 21 Treffern wurde Gavin Swankie vom FC Arbroath.

## Statistiken

### Abschlusstabelle
| Pl. | Verein                | Sp. | S  | U  | N  | Tore    | Diff. | Punkte |
| --- | --------------------- | --- | -- | -- | -- | ------- | ----- | ------ |
| 1.  | FC Arbroath (A)       | 36  | 20 | 6  | 10 | 080:610 | +19   | 66     |
| 2.  | Albion Rovers         | 36  | 17 | 10 | 9  | 056:400 | +16   | 61     |
| 3.  | FC Queen’s Park       | 36  | 18 | 5  | 13 | 057:430 | +14   | 59     |
| 4.  | Annan Athletic        | 36  | 16 | 11 | 9  | 058:450 | +13   | 59     |
| 5.  | FC Stranraer          | 36  | 15 | 12 | 9  | 072:570 | +15   | 57     |
| 6.  | Berwick Rangers       | 36  | 12 | 13 | 11 | 062:560 | +6    | 49     |
| 7.  | Elgin City            | 36  | 13 | 6  | 17 | 053:630 | −10   | 45     |
| 8.  | FC Montrose           | 36  | 10 | 7  | 19 | 047:610 | −14   | 37     |
| 9.  | FC East Stirlingshire | 36  | 10 | 4  | 22 | 033:620 | −29   | 34     |
| 10. | FC Clyde (A)          | 36  | 8  | 8  | 20 | 037:670 | −30   | 32     |

Platzierungskriterien: 1. Punkte – 2. Tordifferenz – 3. geschossene Tore – 4. Direkter Vergleich (Punkte, Tordifferenz, geschossene Tore)
| Saison 2010/11 |

| Zum Saisonende 2009/10 |                                   |
| (A)                    | Absteiger aus der Second Division |